# فهرست فرهنگ‌های نوسنگی در چین
این فهرستی از فرهنگ‌های مربوط به دوران نوسنگی در چین است که باستان‌شناسان تا به کنون موفق به کشف آن‌ها شده‌اند.

این فهرست به ترتیب زمانی، از قدیمی‌تر به متاخرتر، شکل گرفته‌است.

نقشهٔ فرهنگ‌های نوسنگی چین

## فهرست
| تاریخ (پیش‌ازمیلاد) | نام به فارسی     | نام به چینی | نام و مکان معاصر                           |
| ------------------ | ---------------- | ----------- | ------------------------------------------ |
| ۸۵۰۰–۷۷۰۰          | نانژوآنگ‌تو       | 南莊頭遺址  | منطقهٔ رود زرد در جنوب هبئی                 |
| ۷۵۰۰–۶۱۰۰          | فرهنگ پنگ‌توآشان  | 彭頭山文化  | مرکز منطقهٔ رود یانگ‌تسه در شمال‌غربی هونان   |
| ۷۰۰۰–۵۰۰۰          | فرهنگ پیلی‌گنگ    | 裴李崗文化  | رود لو دره‌ای در استان هنان                 |
| ۶۵۰۰–۵۵۰۰          | فرهنگ هولی       | 後李文化    | شاندونگ                                    |
| ۶۲۰۰–۵۴۰۰          | فرهنگ ژینگ‌لانگ‌وا | 興隆洼文化  | مرز مغولستان داخلی-لیائونینگ               |
| ۶۰۰۰–۵۰۰۰          | فرهنگ کوآهوکیائو | 跨湖桥文化  | چجیانگ                                     |
| ۶۰۰۰–۵۵۰۰          | فرهنگ سی‌شان      | 磁山文化    | جنوب هبئی                                  |
| ۵۸۰۰–۵۴۰۰          | فرهنگ دادی‌وان    | 大地灣文化  | گانسو و غرب شاآنشی                         |
| ۵۵۰۰–۴۸۰۰          | فرهنگ ژین‌له      | 新樂文化    | پایین رود لیائو بر روی شبه‌جزیره لیائودونگ  |
| ۵۴۰۰–۴۵۰۰          | فرهنگ ژائوبائوگو | 趙宝溝文化  | درهٔ رود لوآن در مغولستان داخلی و شمال هبئی |
| ۵۳۰۰–۴۱۰۰          | فرهنگ بی‌ژین      | 北辛文化    | شاندونگ                                    |
| ۵۰۰۰–۴۵۰۰          | فرهنگ همودو      | 河姆渡文化  | یویائو و جواشان، چجیانگ                    |
| ۵۰۰۰–۳۰۰۰          | فرهنگ داژی       | 大溪文化    | سه دره                                     |
| ۵۰۰۰–۳۰۰۰          | فرهنگ ماجیابنگ   | 馬家浜文化  | دریاچهٔ تائی و شمال خلیج هانگ‌ژو             |
| ۵۰۰۰–۳۰۰0          | فرهنگ یانگ‌شائو   | 仰韶文化    | استان هنان، شاآنشی، و شانشی                |
| ۴۷۰۰–۲۹۰۰          | فرهنگ هونگ‌شان    | 紅山文化    | مغولستان داخلی، لیائونینگ، وهبئی           |
| ۴۱۰۰–۲۶۰۰          | فرهنگ دائون‌کو    | 大汶口文化  | شاندونگ، آن‌هوئی، استان هنان، و جیانگسو     |
| ۳۸۰۰–۳۳۰۰          | فرهنگ سانگ‌زه     | 崧澤文化    | منطقه دریاچه تائی                          |
| ۳۴۰۰–۲۲۵۰          | فرهنگ لیانگ‌ژو    | 良渚文化    | دلتای رود یانگ تسه                         |
| ۳۱۰۰–۲۷۰۰          | فرهنگ ماجیائو    | 馬家窯文化  | بالای منطقهٔ رود زرد در گانسو و چینگهای     |
| ۳۱۰۰–۲۷۰۰          | فرهنگ کوجیالینگ  | 屈家嶺文化  | میانه‌ٔ منطقهٔ رود یانگ‌تسه در هوبئی و هونان   |
| ۳۰۰۰–۲۰۰۰          | فرهنگ لانگ‌شان    | 龍山文化    | مرکز و جنوب رود زرد                        |
| ۲۸۰۰–۲۰۰۰          | فرهنگ بادون      | 寶墩文化    | دشت چنگدو                                  |
| ۲۵۰۰–۲۰۰۰          | فرهنگ شی‌جیاهه    | 石家河文化  | مرکز منطقهٔ رود یانگ‌تسه در هوبئی            |
| ۱۹۰۰–۱۵۰۰          | فرهنگ یوسشی      | 岳石文化    | پایین منطقهٔ رود زرد در شاندونگ             |